# Estimate (häst)
Estimate, född 4 april 2009, var ett engelskt fullblod, mest känd för att ha segrat i Queen's Vase (2012) och Ascot Gold Cup (2013). 2014 testade hon positivt för morfin i ett drogtest efter löpet och diskvalificerades från andraplatsen i Ascot Gold Cup. Under samma säsong segrade hon även i Doncaster Cup.

## Bakgrund
Estimate var ett brunt sto efter Monsun och under Ebaziya (efter Darshaan). Hon föddes upp av The Aga Khan's Studs och ägdes av Elizabeth II. Hon tränades under sin tävlingskarriär av Sir Michael Stoute.

## Karriär
Estimate tävlade mellan 2011 och 2014, och sprang in 374 228 pund på 13 starter, varav 5 segrar, 1 andraplats och 2 tredjeplatser. Hon tog karriärens största segrar i Queen's Vase (2012), Sagaro Stakes (2013), Ascot Gold Cup (2013) och Doncaster Cup (2014).
Då Estimate segrade i Ascot Gold Cup (2013) blev drottning Elizabeth II den första sittande monarken på 207 år att segra i löpet.

### Avelskarriär
Estimate stallades upp som avelssto på Royal Stud efter säsongen 2014. Våren 2015 betäcktes hon med Dubawi, och födde ett hingstföl tidigt under 2016. Hon betäcktes återigen med Dubawi 2016.